# John Kelly (homme politique)
Ne doit pas être confondu avec le général américain John Kelly.
Pour les articles homonymes, voir Kelly et John Kelly.
John Kelly, né le 5 avril 1936 à Belfast et mort le 6 septembre 2007 à Maghera (comté de Londonderry), est un homme politique britannique actif en Irlande du Nord.

## Biographie
Après avoir rejoint l'Armée républicaine irlandaise dans les années 1950, John Kelly est un membre fondateur de l'Armée républicaine irlandaise provisoire au début des années 1970. Il est emprisonné 3 fois pour des activités en lien avec cette appartenance et passe 15 ans en prison.
Après sa libération, il est élu en 1998, représentant le Sinn Féin, à l'Assemblée d'Irlande du Nord pour la région du Mid Ulster (en).